# Anisia aegrota
Anisia aegrota är en tvåvingeart som beskrevs av Wulp 1890. Anisia aegrota ingår i släktet Anisia och familjen parasitflugor. Inga underarter finns listade i Catalogue of Life.